# Rolfrafael Schröer
Rolfrafael Schröer (* 4. Dezember 1928 als Rolf Schröer in Dresden; † 27. Januar 2022 in Münster) war ein deutscher Schriftsteller und Rezitator.

## Leben
Rolfrafael Schröer verbrachte seine Kindheit in Meißen. Er besuchte eine Handelsschule und wurde 1945 zur Wehrmacht eingezogen. Nach dem Ende des Zweiten Weltkriegs wurde er vom sowjetischen Militär im Zuchthaus Bautzen inhaftiert. Nach seiner Freilassung übte er verschiedene Tätigkeiten aus; er absolvierte eine Ausbildung zum Graveur und arbeitete als Schmuckentwerfer in Leipzig. 1952 übersiedelte er in die Bundesrepublik, wo er erneut wechselnde Tätigkeiten ausübte; u. a. war er Erzieher in
Bethel und Schmuckentwerfer in Pforzheim. In Düsseldorf leitete Schröer zeitweise eine Gravuranstalt, war daneben aber auch aktiv in Studiotheatern, im Kabarett, als Pantomime und als Vortragender auf Lesebühnen. 1980 gründete er in Düsseldorf das erste deutsche Literaturbüro. Von 1989 bis 1996 war er Geschäftsführer des von ihm mitinitiierten
Künstlerdorfes Schöppingen. Ab 1997 war Schröer, der zuletzt in Münster lebte, hauptsächlich als Rezitator tätig.
Rolfrafael Schröers Werk besteht vorwiegend aus Lyrik, daneben schrieb er auch Prosa, Dramen und Hörspiele.
Rolfrafael Schröer war Mitglied des PEN-Zentrums Deutschland. Er erhielt u. a. folgende Auszeichnungen: 1974 den Förderpreis des Landes Nordrhein-Westfalen für Literatur, 1978 ein Villa-Massimo-Stipendium, 1988 den Verdienstorden des Landes Nordrhein-Westfalen, 1993 das Bundesverdienstkreuz am Bande sowie 2004 die Trude-Droste-Gabe der Stadt Düsseldorf.

## Werke
- Nebeneinander, Stierstadt im Taunus 1960
- Was Raum wächst stirbt Zeit, Kassel 1963
- Mosaik für Léonce, Ahrensburg [u. a.] 1965
- Schaufelschnulzen für Reibeisenstimme, Andernach 1969
- Aufzeichnungen eines Vaterschlächters, Düsseldorf [u. a.] 1974
- Rolfrafael Schröer, Düsseldorf 1974
- Die Furcht des Kopfes vor den Händen, Andernach 1975
- Sibirischer Tango, Krefeld 1976 (zusammen mit Jochem Poensgen)
- Traurig lacht das Radio. Römisches Lamento. Exposé für einige Fernsehszenen,  Wiesbaden [u. a.] 1982
- Zeitalter der Ameise, Düsseldorf 1986
- Ich bin ein anderer, Krefeld 1988
- Der letzte Zirkus, Dülmen-Hiddingsel 1993
- zur miete im wort, Edition Virgines, Düsseldorf 2008, Ehrenwort Bd. 5

## Herausgeberschaft
- Wulf Kirsten: Der Landgänger, Düsseldorf [u. a.] 1976
- Wo Worte langsam wachsen, Dülmen-Hiddingsel 1995
- Erinnern und Entdecken, Dülmen 1998